# تاتسويا كوإيشي
تاتسويا كوإيشي (باليابانية: 小石 哲也) (21 سبتمبر 1990 في هيوغو في اليابان – )؛ هو لاعب كرة قدم ياباني سابق كان يلعب كلاعب وسط.

## وصلات خارجية
- تاتسويا كوإيشي على موقع رابطة كرة القدم اليابانية للمحترفين (اليابانية)